# European Livestock Association
L'European Livestock Association (ELA) est une association européenne créée en 2001 dans le but de représenter les éleveurs, les propriétaires et les industriels de la viande d'animaux de rente à l'échelle européenne.

## Missions
Les deux principales missions de l'ELA sont la santé des animaux de rente et la sauvegarde des races. Elle fait ainsi partie des organismes qui définissent quelles races animales sont en danger d'extinction. Le champ d'action est cependant plus vaste.
Un exemple d'intervention a concerné l'île de Chypre, pendant l'épidémie de fièvre aphteuse qui a touché les bovins en 2007. Un autre exemple est l'évaluation du niveau de menace d'extinction pesant sur la race des chevaux Huçul en Ukraine, en 2020.